# Lee Norris
Lee Michael Norris (Greenville (North Carolina), 25 september 1981) is een Amerikaans acteur.
Norris begon zijn carrière als kind, toen hij in 1992 de rol van Chuckie Lee Torkelson kreeg in de televisieserie The Torkelsons, een rol die hij daarna ook speelde in de spin-off Almost Home. In het eerste seizoen van Boy Meets World speelde hij Stuart Minkus, een rol die hij twintig jaar later nog enkele keren in de spin-off Girl Meets World vertolkte als vader van Farkle. Zijn grootste rol in een televisie was die van Mouth McFadden in One Tree Hill.
Norris had gastrollen in onder andere American Gothic, Dawson's Creek en October Road, en was te zien in de films Surf School en Zodiac.

## Filmografie

### Films
- The Journey of August King (1995) – Silver Boy
- A Step Toward Tomorrow (1996) – Perry
- A Mother's Instinct (televisiefilm, 1996) – Jeremy / Joey
- Any Place But Home (televisiefilm, 1997) – John Wesley
- Hope (televisiefilm, 1997) – Billy October
- Surf School (2006) – Larry
- Zodiac (2007) – jonge Mike Mageau
- Blood Done Sign My Name (2010) – Roger Oakley
- Gone Girl (2014) – agent

### Televisieseries
- The Torkelsons – Chuckie Lee Torkelson (20 afl., 1991–1992)
- Almost Home – Chuckie Lee Torkelson (13 afl., 1993)
- The Young Indiana Jones Chronicles – jongetje (afl. "Transylvania, January 1918", 1993)
- Boy Meets World – Stuart Minkus (23 afl., 1993–1994 en 1998)
- American Gothic – Benji Healy (afl. "Dead to the World", 1995)
- Dawson's Creek – verschillende rollen (2 afl., 2000)
- One Tree Hill – Marvin 'Mouth' McFadden (171 afl., 2003–2012)
- October Road – Ian (pilotaflevering, 2007)
- Paulilu Mixtape – jonge vader (afl. "Anne Geddes: Beneath the Diaper", 2012)
- Girl Meets World – Stuart Minkus (5 afl., 2014–2017)
- The Walking Dead – Todd (2 afl., 2017)